# Estação Eucaliptos
A Estação Eucaliptos é uma estação do metrô da cidade brasileira de São Paulo. Operada pela ViaMobilidade, foi inaugurada no dia 2 de março de 2018, e é pertencente à Linha 5-Lilás, que atualmente chegou à estação Chácara Klabin da Linha 2–Verde em 28 de setembro de 2018. Em 2 de abril de 2018, após um mês de sua inauguração a mesma começou a funcionar em período integral com cobrança de tarifa.
A Estação fica localizada em uma confluência entre a Avenida Ibirapuera com as Avenidas dos Eucaliptos, Cotovia e dos Imarés, no bairro de Indianópolis, no distrito de Moema, na Zona Centro-Sul de São Paulo.
A Estação possui integração tarifada com o corredor de ônibus Ver. José Diniz - Ibirapuera - Centro, na Avenida Ibirapuera, em frente ao Shopping Ibirapuera.

## História
Inicialmente, a previsão de entrega da estação era para o ano de 2014, mas uma suspeita de corrupção por meio de um conluio de empresas vinda da Promotoria acabou suspendendo as obras por 15 meses, gerando o atraso. Por conta disso e também pelo fato das desapropriações também terem adiado o início das obras, a inauguração da estação acabou sendo postergada para 2018.
Posteriormente, devido ao adiantamento das obras, o Governador Geraldo Alckmin prometeu a entrega da estação para dezembro de 2017, junto com a Estação Moema. Porém, em novembro de 2017, o Secretário de Transportes Metropolitanos, Clodoaldo Pelissioni, afirmou que a entrega das estações ocorreria "nos próximos meses". Na época em que as obras da Linha 5 foram paralisadas, apenas 30% das obras civis da Estação Eucaliptos haviam sido concluídas. Pelissoni prometeu que até o final de fevereiro de 2018, vai inaugurar a estação. Em fevereiro foi marcado que em 3 de março seria inaugurada a estação.
A princípio, a estação iria chamar-se Ibirapuera, mas o Metrô de São Paulo decidiu alterar o nome da estação devido ao fato da mesma ficar localizada em frente a avenida e o shopping center que também possui esse nome, e também pelo fato da linha possuir outra estação na mesma avenida. Por conta disso, foi usado o nome da Avenida dos Eucaliptos que também está ao lado da estação.
Outro fator que também pode ter motivado essa mudança é o fato de a Linha 19 - Celeste possuir uma estação em projeto próxima ao Parque Ibirapuera, que provavelmente herdará o antigo nome da Estação Eucaliptos.

## Características
Estação subterrânea com duas plataformas laterais adjacentes equipadas com portas de plataforma no piso inferior. Cada plataforma possuirá duas escadas fixas em suas extremidades e duas escadas rolantes ao meio, que interligaram a plataforma ao mezanino, acompanhadas de um elevador para deficientes físicos, que interligará o três níveis subterrâneos da estação. Três escadas rolantes e uma fixa deverão interligar o mezanino ao nível dos bloqueios.
Ao todo a circulação vertical contará com 13 escadas rolantes, 7 escadas fixas e 5 elevadores.
A edificação das salas técnicas e operacionais será construída em uma estrutura simples de pilares e vigas de concreto, no nível acima da superfície, ao lado da estação.
Escavação em VCA no corpo da estação, nas áreas das bilheterias e bloqueios, no mezanino, na plataforma e no acesso secundário. Escavação em NATM para o túnel transversal que liga o corpo da estação ao acesso secundário do outro lado da Avenida Ibirapuera, passando por debaixo da mesma.
| Sigla | Estação    | Inauguração        | Capacidade             | Integração                                                              | Plataformas | Posição     | Notas       |
| ----- | ---------- | ------------------ | ---------------------- | ----------------------------------------------------------------------- | ----------- | ----------- | ----------- |
| ECT   | Eucaliptos | 2 de março de 2018 | 18 mil pessoas por dia | Bilhete Único da SPTrans Corredor Ver. José Diniz - Ibirapuera - Centro | Laterais    | Subterrânea | Em operação |

## Funcionamento da Linha
| Linha   | Terminais                      | Estações | Principais destinos | Duração das viagens (min) | Intervalo mínimo entre trens (s) | Funcionamento                                                        |
| ------- | ------------------------------ | -------- | --- | ------------------------- | -------------------------------- | -------------------------------------------------------------------- |
| 5 Lilás | Capão Redondo ↔ Chácara Klabin | 17       | Vila Mariana, Vila Clementino, Ibirapuera, Moema, Indianópolis, Campo Belo, Brooklin, Santo Amaro, Jardim São Luís, Campo Limpo, Capão Redondo | 33                        | 75 (projetado) 165 (atual)       | De domingo à sexta-feira, das 4h40 às 0h. Aos sábados das 4h40 às 1h |